# Roberto Matta
Roberto Sebastián Antonio Matta Echaurren, más conocido como Roberto Matta (Santiago, 11 de noviembre de 1911-Civitavecchia, Italia, 23 de noviembre de 2002), fue un arquitecto, pintor y poeta chileno, considerado el último representante del surrealismo.

## Biografía
Nació en la capital chilena el 11 de noviembre de 1911 (11.11.11), cifra que utilizaría con frecuencia en su carrera artística. Fue uno de los cuatro hijos de Roberto Matta Tagle y de Mercedes Echaurren Herboso, personas de gran raigambre social y recursos económicos en el Chile de su época. Su abuelo materno fue el político Víctor Echaurren Valero.
Estudió en el Colegio de los Sagrados Corazones de Santiago; en ese entonces, era vecino de Nemesio Antúnez. En esos años comenzó también a destacar con sus notas en dibujo y caligrafía.
Al igual que sus hermanos, Mario y Sergio, quienes eran mueblista y diseñador de modas, respectivamente, recibió una profunda influencia estética de su abuelo materno, Víctor Echaurren, quien —en forma aficionada— era diseñador de tramoyas de obras de teatro y óperas. Su familia era de origen vasco-francés.
A inicios de la década de 1930, participó en algunas manifestaciones contra el dictador Carlos Ibáñez del Campo; igualmente, realizó el servicio militar en el «Regimiento Coraceros» de Viña del Mar, reprimiendo las manifestaciones en las que antes había participado, lo que le provocó un gran sentimiento antimilitar.[cita requerida]

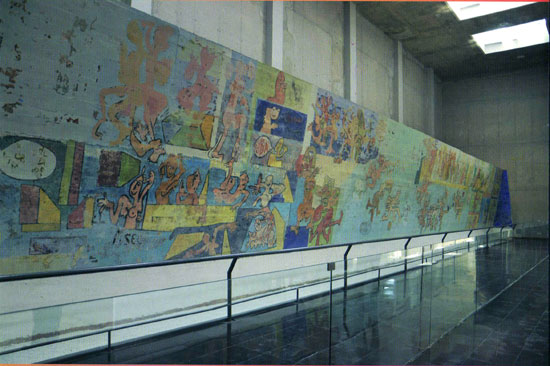
El primer gol del pueblo chileno, obra de Matta en conjunto con la Brigada Ramona Parra.

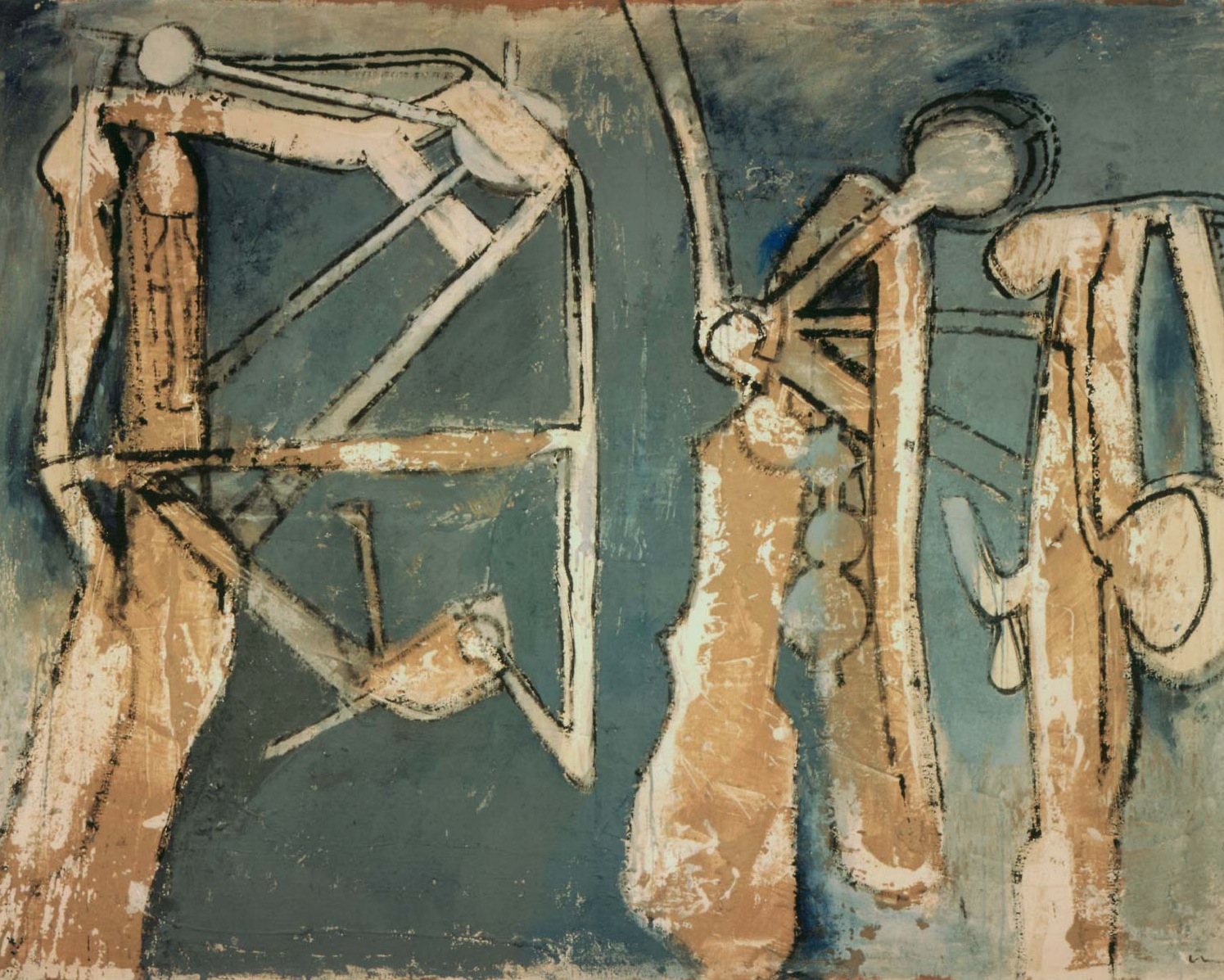
Roberto Matta, Three Figures, 1958, Centro M. T. Abraham de Artes Visuales.

Cursó sus estudios universitarios en la Escuela de Arquitectura de la Universidad Católica de Chile, siendo su tesis de título un proyecto llamado La liga de las religiones, que consistía en bocetos de edificios con forma de mujer en diversas posiciones. Paralelamente, asistió a talleres libres en la Escuela de Bellas Artes, siendo alumno del pintor Hernán Gazmuri, quien venía llegando de Francia. Además, trabajó como ilustrador en la revista satírica Topaze. Se tituló de arquitecto en 1935.
Posteriormente, viajó a Europa en un barco mercante. Mientras estaba en Portugal, conoció a Gabriela Mistral, quien era cónsul en dicho país. La poetisa ayudó a Matta, quien vivió en su casa durante tres meses. Según el pintor, durante aquel tiempo se enamoró de Mistral, pidiéndole incluso su mano, pero la poetisa no aceptó. Pasó una temporada en España donde conoció a Maruja Mallo, Rafael Alberti, Federico Gras, Manuel Ángeles Ortiz, Pablo Neruda y Federico García Lorca. Durante su estadía en París trabajó en el taller del arquitecto Le Corbusier, a quien conoció gracias a Roberto Dávila. Según el historiador Hernán Marchant, la relación entre Matta y Le Corbusier estuvo caracterizada por «mucha admiración, pero con cierta rivalidad». En el Viejo Continente, conoció además a los artistas André Breton, Salvador Dalí, Arshile Gorky y René Magritte. Fue Breton quien estimuló al artista chileno, valoró su trabajo y lo introdujo en el círculo de los principales miembros del movimiento surrealista parisino. Matta produjo ilustraciones y artículos para el periódico surrealista Minotaure. Durante este periodo trabó amistad con prominentes artistas contemporáneos europeos, como Pablo Picasso y Marcel Duchamp.
Un momento decisivo para la carrera artística de Matta se produjo en 1938, cuando pasó del dibujo a la pintura en óleo, por la cual es muy famoso. Este periodo coincidió con su viaje y residencia, hasta 1948, en los Estados Unidos. Sus primeras pinturas, entre las que destacó Invasión nocturna, dieron una indicación de la ruta artística tomada por el pintor. 
El uso de patrones difusos de luz y gruesas líneas encima de un fondo particular se transformó en uno de sus sellos característicos. Durante las décadas de 1940 y 1950, su pintura reflejó el perturbador estado de la política internacional, utilizando imágenes de máquinas eléctricas y personas atormentadas. Al agregar arcilla a sus obras, desde los años 1960 en adelante, le agregó dimensión a su distorsión.
El trabajo de Matta agregó nuevas dimensiones a la pintura contemporánea, pese a su ruptura —por causas desconocidas— con el movimiento surrealista en 1947. Pese a que fue readmitido en 1959, su fama ganada es exclusivamente personal. Experimentó distintas formas de expresión artísticas, incluyendo producciones de videos como Système 88, la fotografía y otros medios de expresión. 
Por su cercanía con el pensamiento socialista, tras el triunfo en 1970 de la Unidad Popular, encabezada por el presidente Salvador Allende, el artista viajó a Chile y realizó diversos trabajos, entre ellos 12 arpilleras en el Museo Nacional de Bellas Artes. Aprovechó la construcción de una nueva sala del edificio para tomar el barro y la tierra de la faena para emplearlas en su obra. También invitó a los obreros de la edifición a participar en las arpilleras. En la actualidad, ese espacio se llama "Sala Matta" y cuatro de las 12 arpilleras, que donó al museo, son parte de una muestra permanente del museo.
En 1985 obtuvo la Medalla de Oro al mérito en las Bellas Artes; en 1990, recibió el Premio Nacional de Arte; en 1992, se le otorgó el Premio Príncipe de Asturias de las Artes y en 1995 obtuvo el Praemium Imperiale en la categoría de Pintura. Vivió regularmente desde la década de 1960 en el pueblo italiano de Tarquinia, ubicado al norte de Roma, realizando viajes esporádicos a su país. Durante la década de los sesenta incursionó en el diseño de muebles luego de conocer al diseñador italiano Dino Gavina, creando en 1966 los asientos "Malitte Lounge Furniture" para la firma Gavina SpA, que posteriormente sería comprada por la conocida firma Knoll. Los asientos Malitte hoy forman parte de la colección permanente del MoMA de Nueva York.
En 2001 se le otorgó la nacionalidad española, "en virtud de su aportación a la cultura y el arte iberoamericanos, y como reconocimiento al especial afecto por España que ha demostrado a lo largo de su dilatada trayectoria".
Falleció en Civitavecchia el 23 de noviembre de 2002. Tras su fallecimiento, el presidente de Chile Ricardo Lagos Escobar decretó tres días de duelo nacional. El pintor fue sepultado en Tarquinia, en una cripta ubicada bajo su casa.

## Vida privada

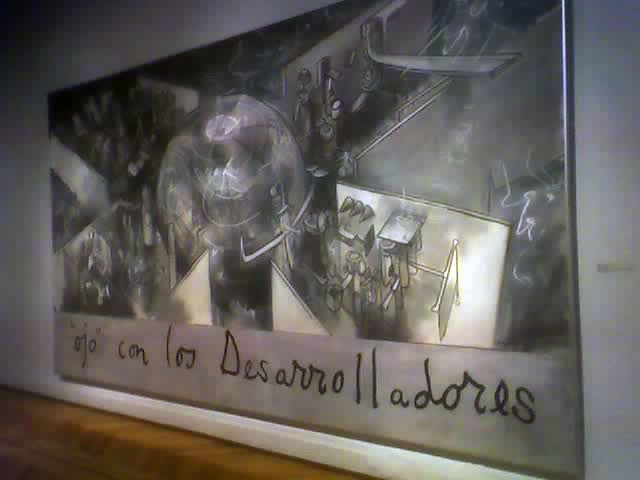
Ojo con los desarrolladores

### Familia
El pintor tuvo cinco esposas y seis hijos. Su primera esposa fue la estadounidense Ann Clark, con quien tuvo dos mellizos, Gordon y John Sebastian (1943), nacidos durante su residencia en Nueva York. Su segunda mujer fue Patricia O'Connor, con quien no tuvo hijos. Con su tercera esposa, la actriz italiana Ángela Faranda, tuvo a Pablo (1951). En 1955, contrajo matrimonio con Malitte Pope; de aquella relación nacieron Federica (1955) y Ramuntcho (1960). En 1968, se casó con Germana Ferrari, matrimonio que duró hasta la muerte del pintor; de esta última relación nació Alissé (1970).

### Pensamiento político
Roberto Matta demostró en diversas ocasiones su afinidad a un pensamiento político de izquierda, específicamente al socialismo. Durante la guerra civil española, estuvo a favor de la causa republicana. En 1967, viajó a su país natal, donde asistió a un homenaje que la Universidad de Chile hizo a Cuba. En aquella visita, intentó convencer en vano al presidente Eduardo Frei Montalva de reanudar las relaciones con Cuba. Además de la revolución cubana, el artista apoyó el mayo francés. En 1970, regresó a Chile, luego del triunfo de Salvador Allende en las elecciones presidenciales. Según palabras del pintor: «Allende es ir más allá, e ir más allá significa la gloria».
Con el golpe de Estado del 11 de septiembre de 1973, Matta se distanció definitivamente de Chile. En 1974, su pasaporte chileno fue anulado. La administración del Museo Nacional de Bellas Artes, afín a la dictadura militar, cambió el nombre de la «sala Matta», debido al pensamiento político del pintor. La obra de Matta también sufrió daños por parte de los militares. El mural El primer gol del pueblo chileno, que pintó en 1971 con la colaboración de la Brigada Ramona Parra, entre ellos el «Mono» González, fue cubierto por varias capas de pintura por orden del régimen.

## Homenajes

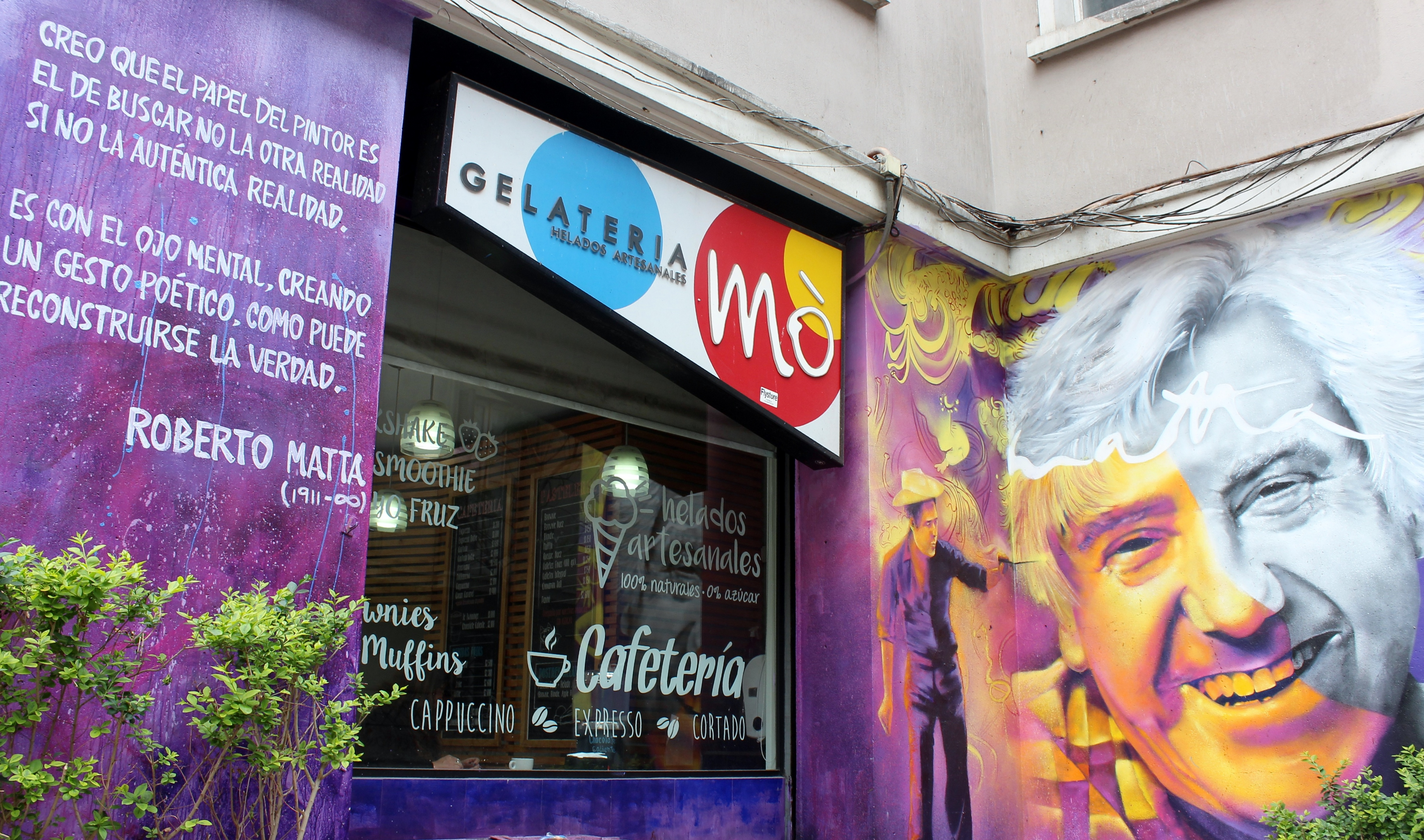
Homenaje a Matta de Alexander Tadlock frente al metro Bellas Artes

En noviembre de 2006, previa aprobación del Congreso Nacional de Chile, la presidenta Michelle Bachelet promulgó la ley 20132 que autorizó erigir un monumento en su memoria y creó una Comisión Especial de ocho miembros para su consecución (hasta hoy, 2015, dicha comisión no se ha constituido).
En 2011, para el centenario de su nacimiento, se prepararon diversos homenajes a Matta. El entonces ministro de Cultura Luciano Cruz-Coke denominó este aniversario como el «Año Matta». El 11 de noviembre de dicho año, se inauguró una exposición del pintor con más de 100 de sus obras en el Centro Cultural Palacio de La Moneda. Las obras, correspondientes a pinturas, esculturas y dibujos de Matta, fueron facilitadas por museos y colecciones de arte tanto públicas como privadas. Ese mismo año se estrenó un documental sobre el autor titulado Intimatta, dirigido por su hijo Ramuntcho.

## Obras

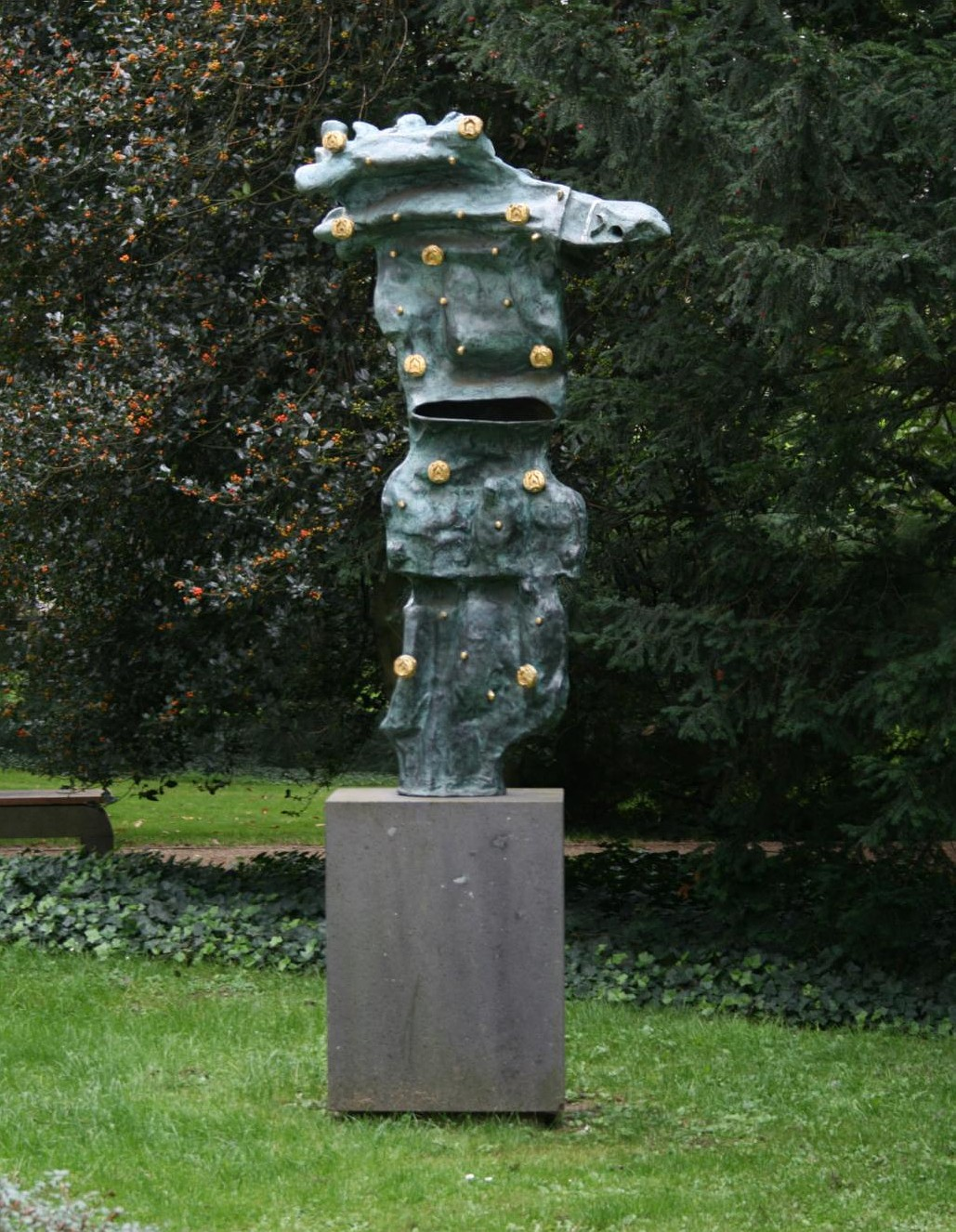
Escultura Chaosmos (1970), ubicada en Viersen (Alemania).

Entre sus principales obras, destacan:
- Morfologías sicológicas (1938-1939)
- Pista fabulosa de la muerte (1941)
- El vértigo de Eros (1944)
- La cuestión Djamile (1958)
- Vivir enfrentando las flechas (1971)
- El primer gol del pueblo chileno (1971)
- Allende de la muerte a la vida (1973)
- Cosmos New -Sanlúcar de Barrameda (Cádiz-España) (1992)
- Verbo América (1996)
- Felicidad sólida
- Abrir el cubo y encontrar la vida (1969)

El 15 de septiembre de 2008, la pintura al óleo Allende de la muerte a la vida (Pasage de la mort á la vie, 210 x 390 cm 1973-1974), fue donada por su viuda y albacea de su obra, Germana Matta, al Museo de la Solidaridad Salvador Allende de Santiago. Esta obra corresponde a una época histórica en Chile, tras el golpe militar el 11 de septiembre de 1973.
En enero de 2017, Francia compró por un millón de euros Le Poète (un poète de notre connaissance) (1944-1945) a uno de los hijos de Matta. La pintura será exhibida en el Centro Pompidou de París, donde también se conservan quince dibujos, cuatro estampas y once cuadros del pintor.
Considerado uno de los grandes representantes del surrealismo, la obra de Matta se caracteriza por la representación de un universo cosmológico único y está plagada de morfologías y representaciones pictóricas de un imaginario sumamente personal.